# Graveron-Sémerville
Graveron-Sémerville – miejscowość i gmina we Francji, w regionie Normandia, w departamencie Eure.
Według danych na rok 1990 gminę zamieszkiwało 240 osób, a gęstość zaludnienia wynosiła 30 osób/km² (wśród 1421 gmin Górnej Normandii Graveron-Sémerville plasuje się na 665. miejscu pod względem liczby ludności, natomiast pod względem powierzchni na miejscu 466).